# Université de Donghua
L'université de Donghua (DHU, (zh)) (Donghua signifie « la région Est de la Chine » en chinois) est une université publique de recherche à Shanghai, en Chine. Créée en 1951, elle est l'une des universités clés relevant directement du ministère de l'éducation de la Chine et est membre du « Projet 211 » des universités du pays. L'université est réputée pour ses diplômes d'ingénierie, de commerce, de gestion, et de design.

## Historique
Fondée en juin 1951, l'université de Donghua a été initialement nommée l'Institut des technologies textiles de l'Est de la Chine (华东纺织工学院). En septembre 1985, l'université change de nom pour devenir l'Université chinoise de textile (中国纺织大学) et en août 1999, devient simplement l'université de Donghua. Elle est une université nationale clé depuis 1960 et est l'un des premiers établissements d'enseignement en Chine autorisé à conférer les trois niveaux de diplôme de baccalauréat universitaire, maîtrise et doctorat[réf. nécessaire].

## Relations avec l'étranger
L'université de Donghua a établi des relations de coopération avec plus de 60 établissements d'enseignement supérieur ainsi qu'avec des entreprises dans le monde entier. Des étudiants internationaux provenant de 83 pays ont obtenu leurs diplômes à l'université de Donghua. L'université développe des programmes conjoints avec l'université Carleton, avec l'Allemagne en ingénierie chimique, ainsi qu'avec le Japon (en ingénierie, design et mode)[réf. nécessaire].
Donghua accueille des conférences internationales telles que le Forum International de la mode et de la culture de Shanghai, ainsi que le 83e congrès mondial des établissements d'éducation supérieure du textile[réf. nécessaire].

## Étudiants internationaux
En 1954, l'université commence à accepter les étudiants internationaux, qui sont parmi les premiers étudiants étrangers inscrits en université chinoise. En 2016, elle compte 4774 étudiants internationaux provenant de plus de 138 pays. la plupart des cycles d'étude et des programmes de recherche leur sont ouverts. De plus, beaucoup de programmes non diplômants, y compris des programmes de cours de langue chinoise, des programmes de préparation aux examens, et une variété d'autres programmes à court terme leur sont disponibles[réf. nécessaire].

## Campus
L'université de Donghua dispose de deux campus : un dans le district de Changning et l'autre dans le district de Songjiang à Shanghai. La plupart des cours de baccalauréat universitaire sont dans le district de Songjiang.

## Transport
- la Ligne 9 du métro de Shanghai dessert cette université.